# Grúz ortodox egyház
A grúz ortodox egyházat András apostol alapította az 1. században. A 4. századtól államegyház.
1811-ben az orosz ortodox egyház bekebelezte. 1917-ben újra kinyilvánította autokefalitását, ezt azonban az orosz ortodox egyház csak 1943-ban, a konstantinápolyi ortodox egyház pedig csak 1989-ben ismerte el.
Vezetője 1977 óta II. Illés grúz katolikosz.

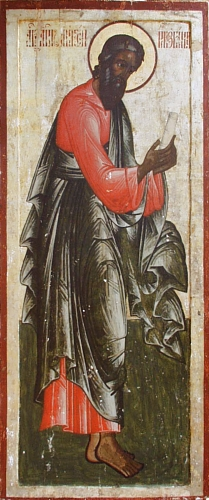

A Grúz ortodox egyháznak 3,6 millió tagja van Grúziában.